# پیش‌طرح

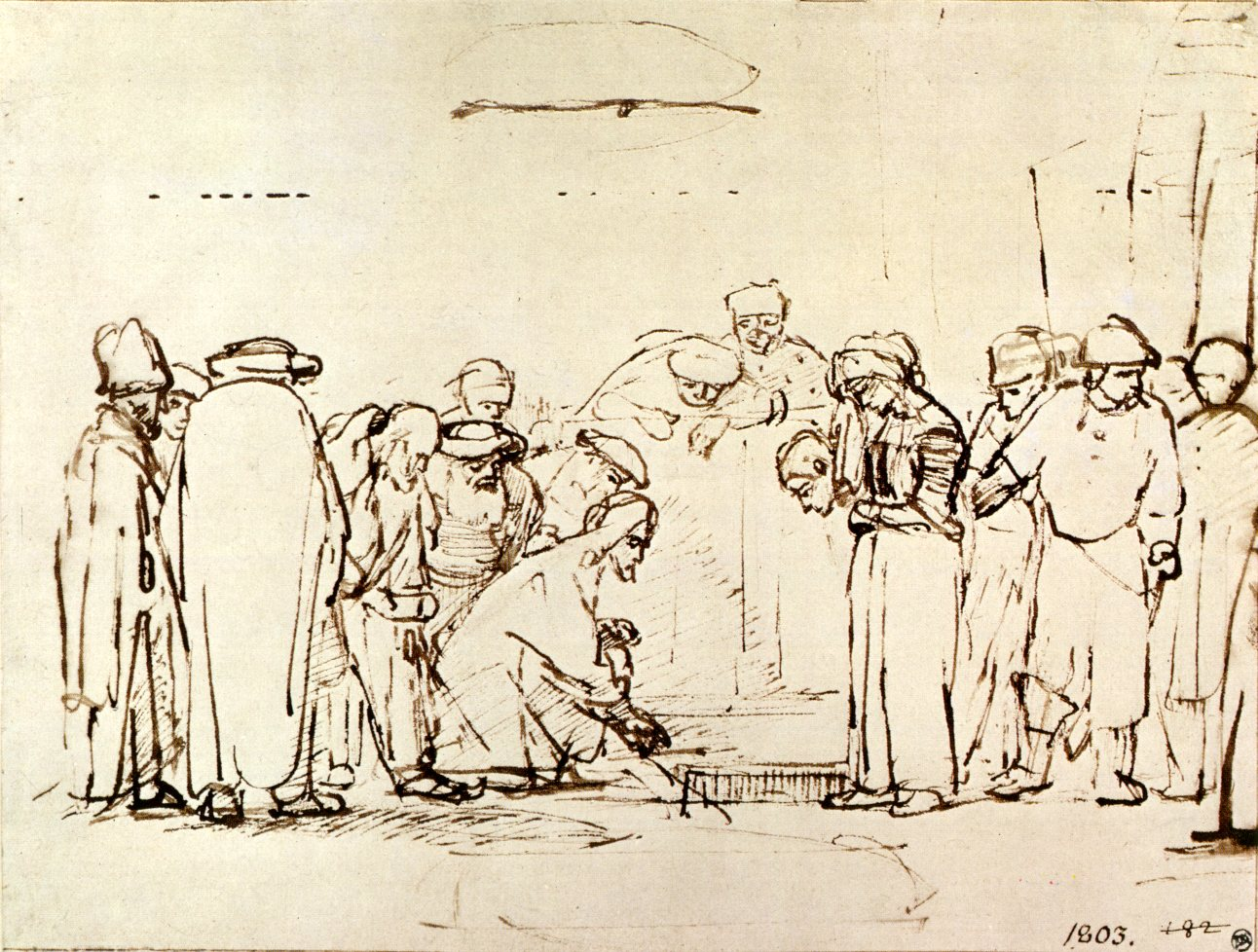
عیسی و زن زناکار اثر رامبرانت

پیش‌طرح یا اسکچ یا اتود زدن (به انگلیسی: Sketch) اولین طرح یا طرح هنری خیلی صافی که ویژگی‌های اصلی یک اثر را نشان می‌دهد.
در برخی رشته‌های هنری مانند طراحی صنعتی، معماری و نقاشی و حتی طراحی وب و طراحی نرم‌افزار کاربردی موبایل (به‌طور کلی طراحی رابط کاربری)، به معنای طراحی سریع یا طراحی اولیه‌است. در پیش‌طرح از جزئیات صرف نظر می‌شود و کلیات موضوع به صورت غیر دقیق نشان داده می‌شود. برای اجرای پیش‌طرح فقط از یک رنگ استفاده می‌شود. نمونه کامل تر پیش‌طرح که در آن از رنگ نیز استفاده می‌شود و پاره ای از جزئیات نیز نشان داده شده‌اند راندو خوانده می‌شود.
در پیش‌طرح طرح اولیه معمولا به صورت سریع و غالباً دست آزاد ترسیم می‌شود. برخلاف کروکی که بر اساس واقعیت است پیش‌طرح زاییده فکر و تخیلات معمار است و در واقع فکر و اندیشه روی کاغذ است. طرح کشیده شده در پیش‌طرح معمولاً با رنگ یا وسایل ترسیمی راندو می‌شود. راندو یک رسانه یا یک عامل ارتباط است. ارتباط اجزای طرح با هم، با زمینه، طراح، کارفرما یا دیگر عوامل درگیر در ساخت. راندو را می‌توان ابزاری برای طراحی‌های خلاقانه دانست.

## نگارخانه

موضوعات ، سبک‌ها و توضیحات
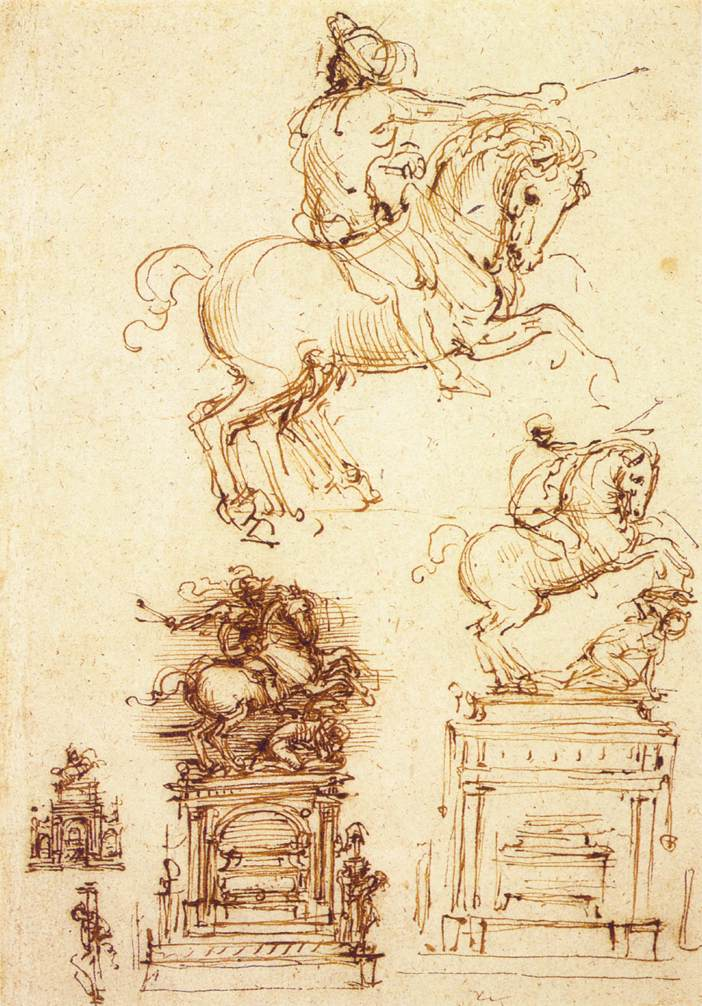
سه اسکیس جوهری چرک‌نویس با رنگ «سپیداجی» برای یک بنای یادبود، اثر لئوناردو داوینچی
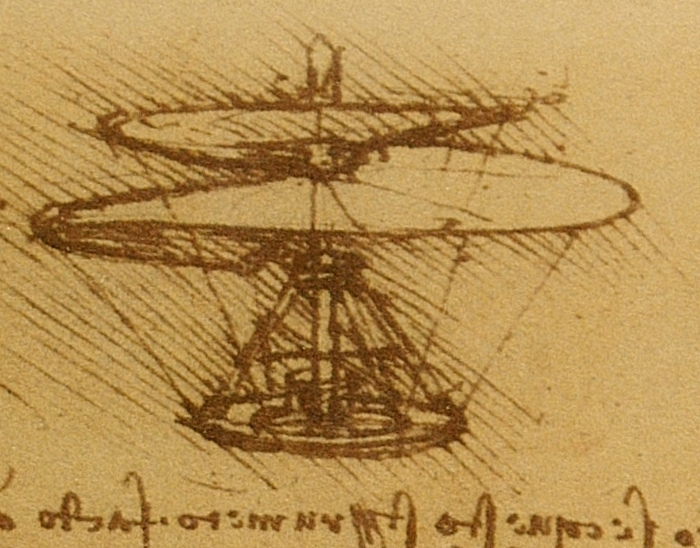
طرح با قلم و جوهر، ایده یک ماشین پرنده با روتور مارپیچ ، لئوناردو داوینچی.
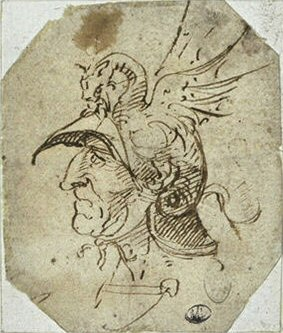
طرح یک کلاه ایمنی رژه، میکل‌آنژ
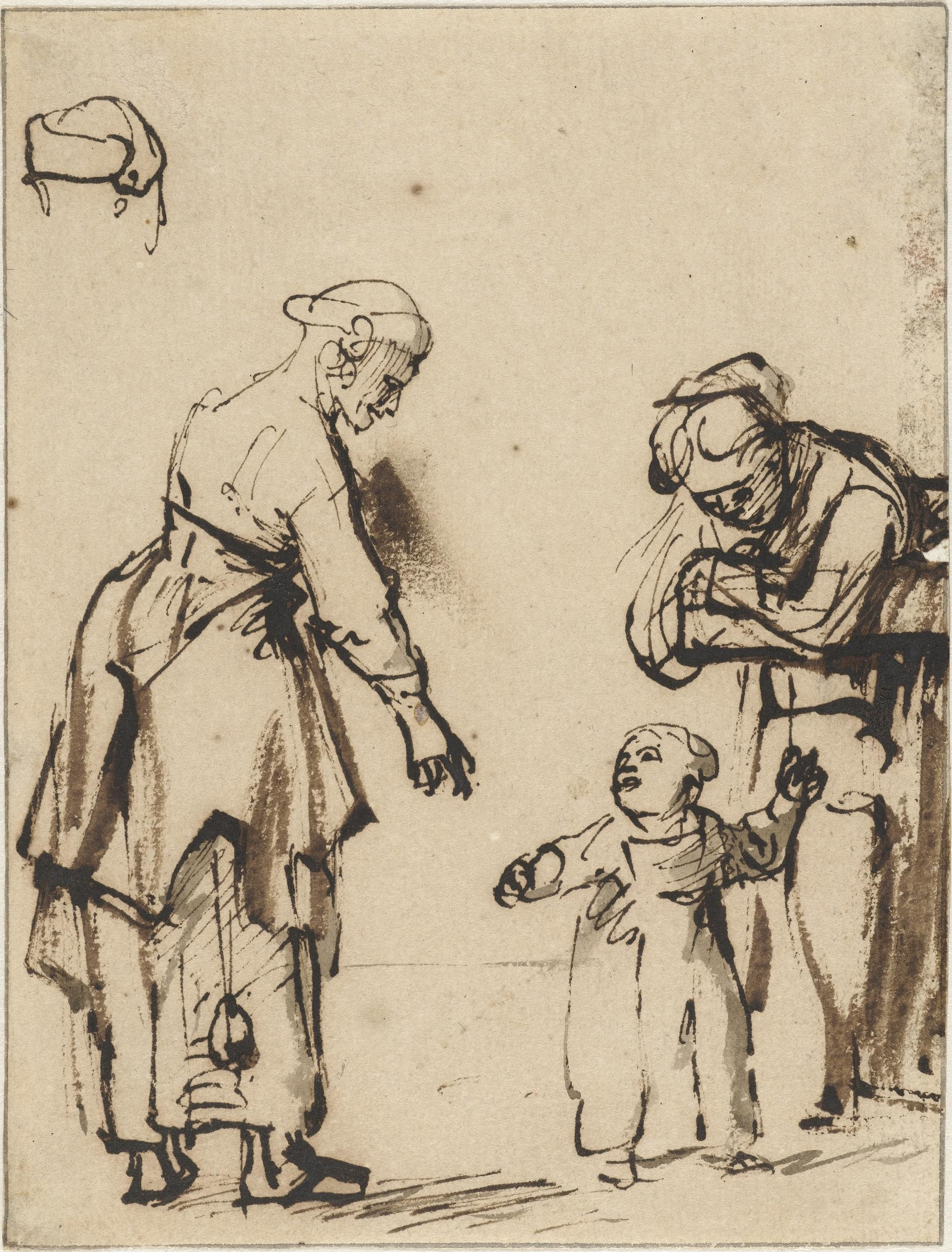
طرحی با جوهر، دو زن که به کودک آموزش می‌دهند راه برود، کارل فابریتیوس
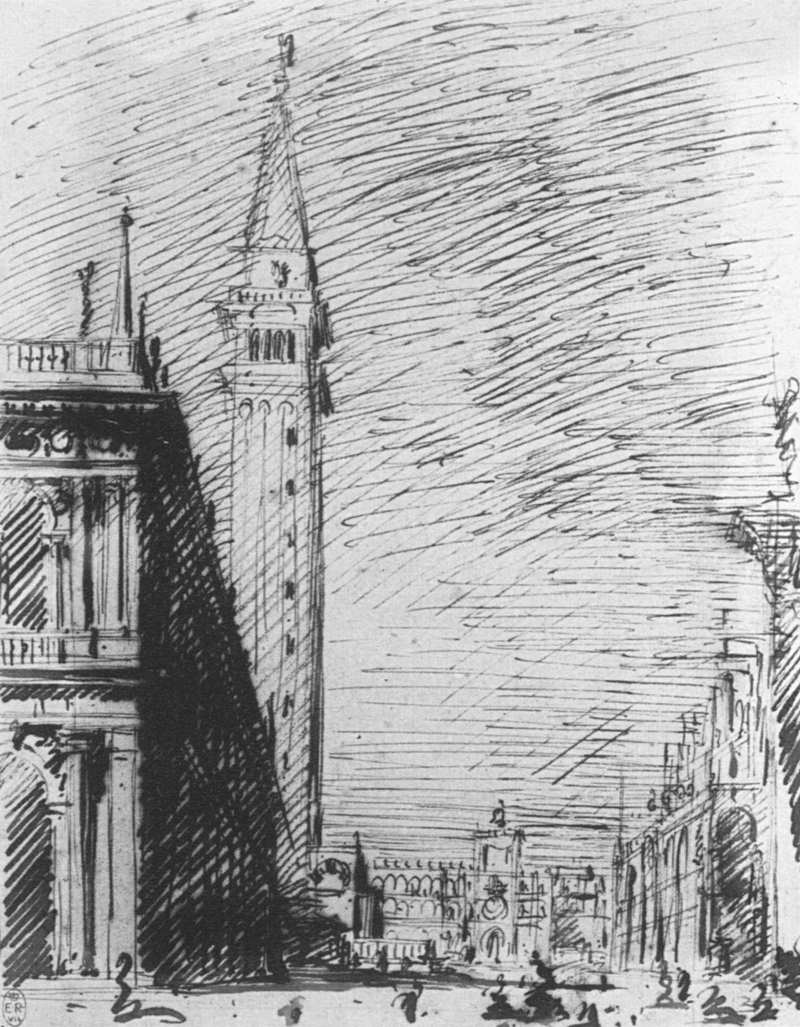
طرح با مداد و جوهر از پیازتا ، ونیز ، کانالتو ، ۱۷۳۰
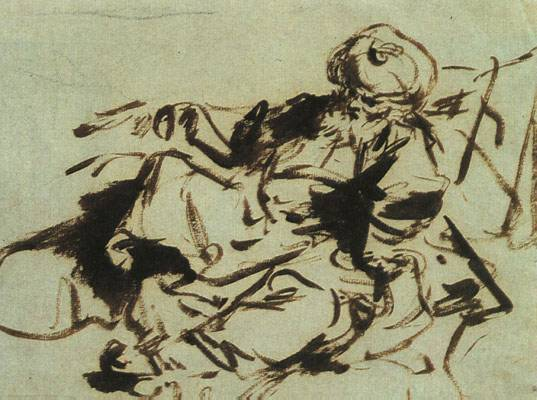
پاشا ، طرحی با مرکب از ژان هونوره فراگونارد ، اواخر دهه ۱۷۰۰
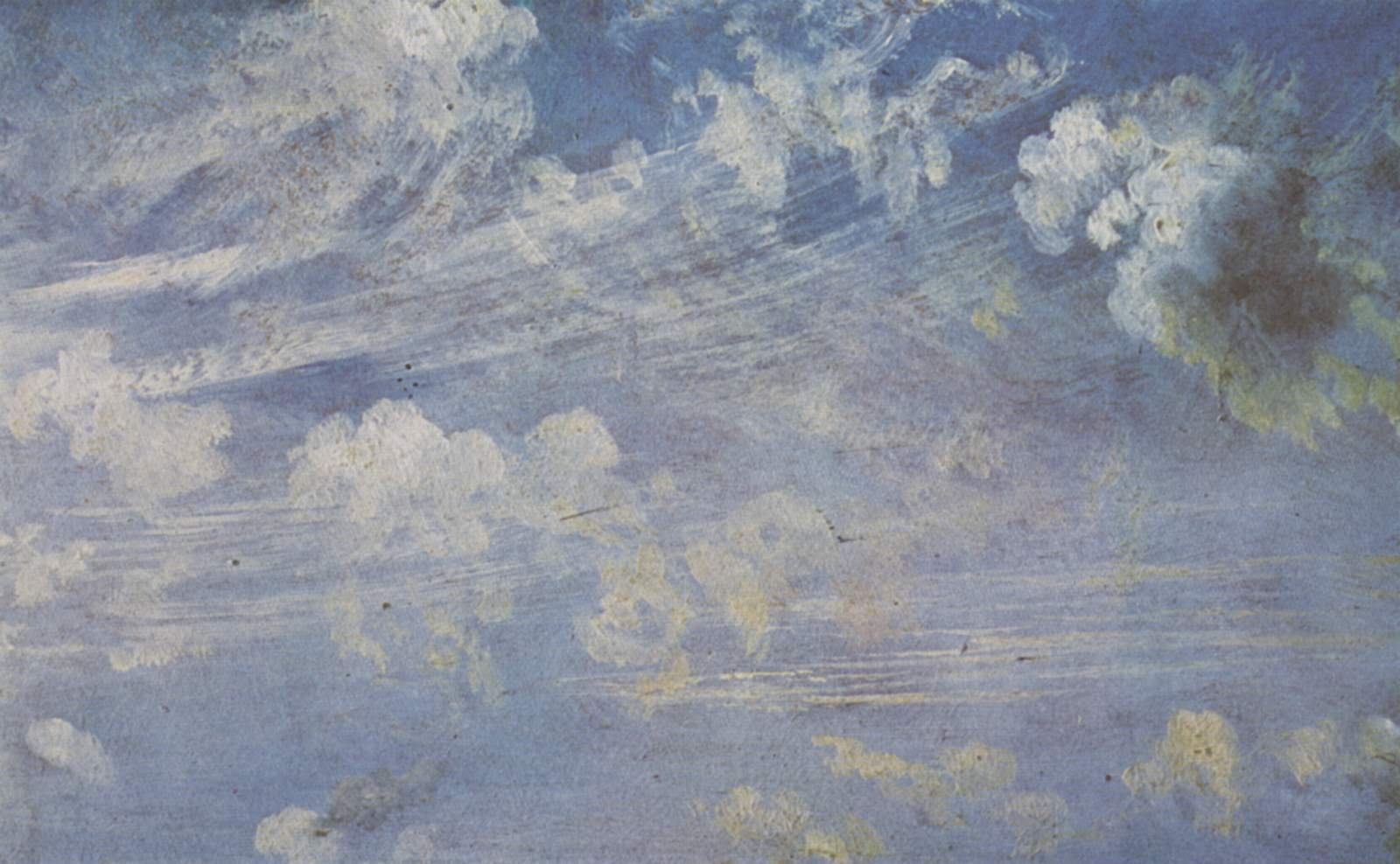
طرح مداد شمعی ابرها توسط جان کنستانبل ، ۲۲-۱۸۲۱
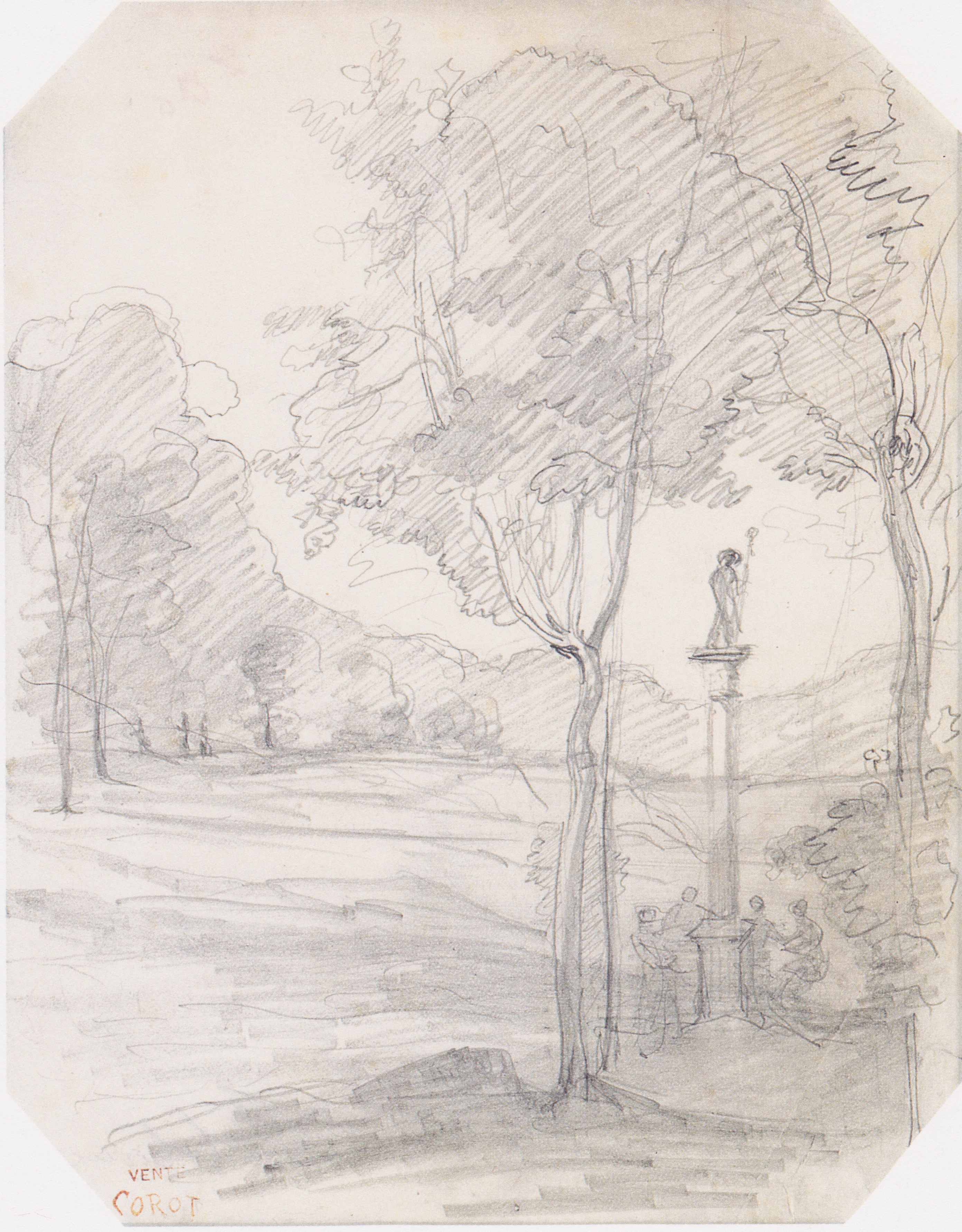
طرح یک منظره با مداد توسط کامیله کوروت  ۱۸۷۰
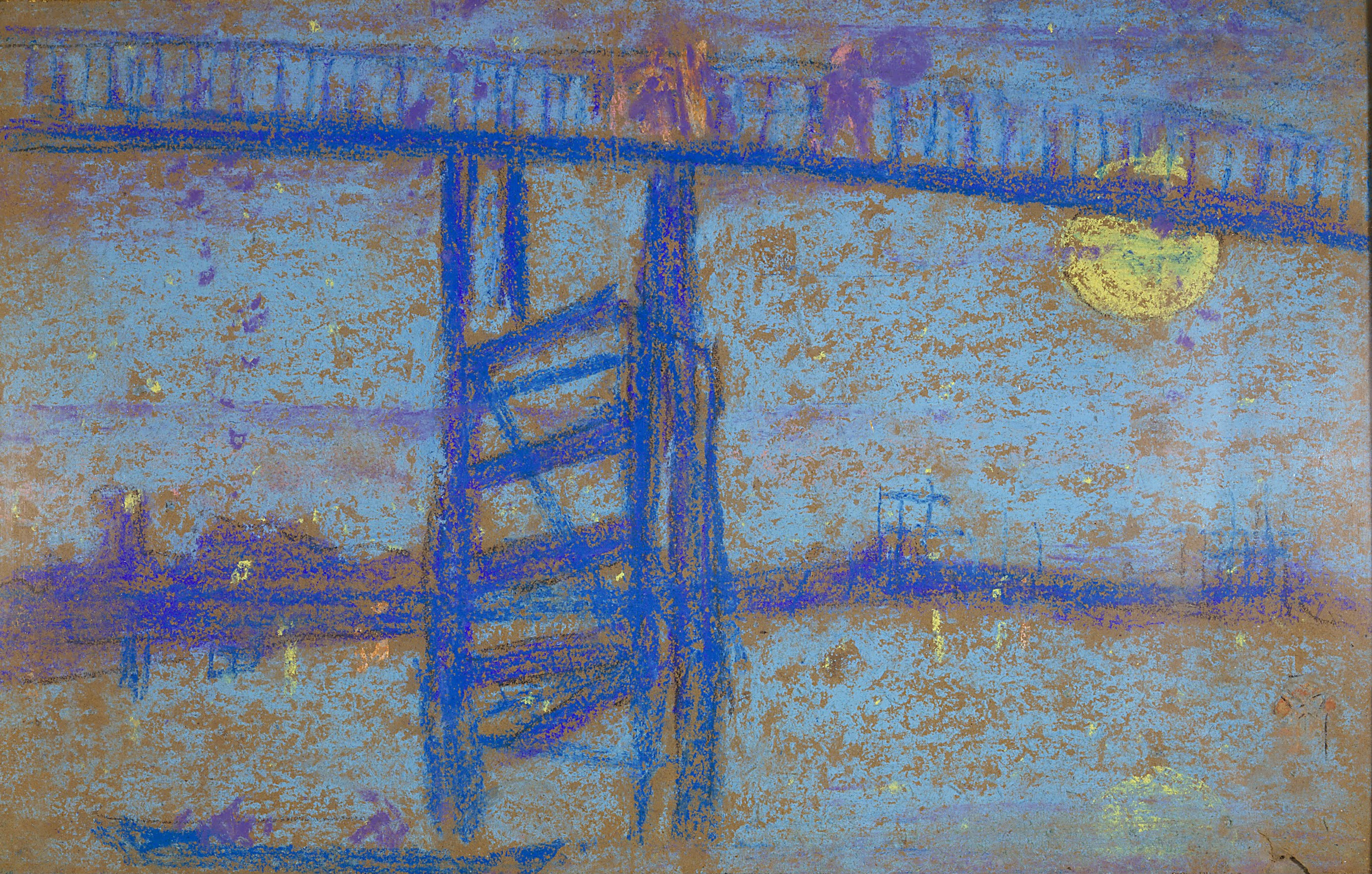
پل طرحی پاستلی از ویستلر ، ۱۸۷۲
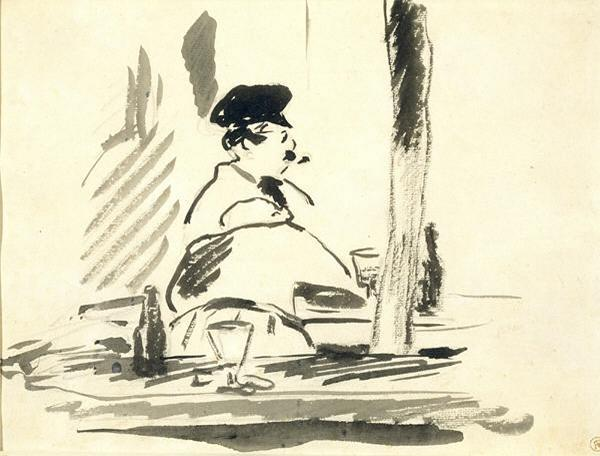
لی بوچون (کلاه لبه‌دار) طرح قلم مو و جوهر اثر ادوار مانه، ۱۸۷۸
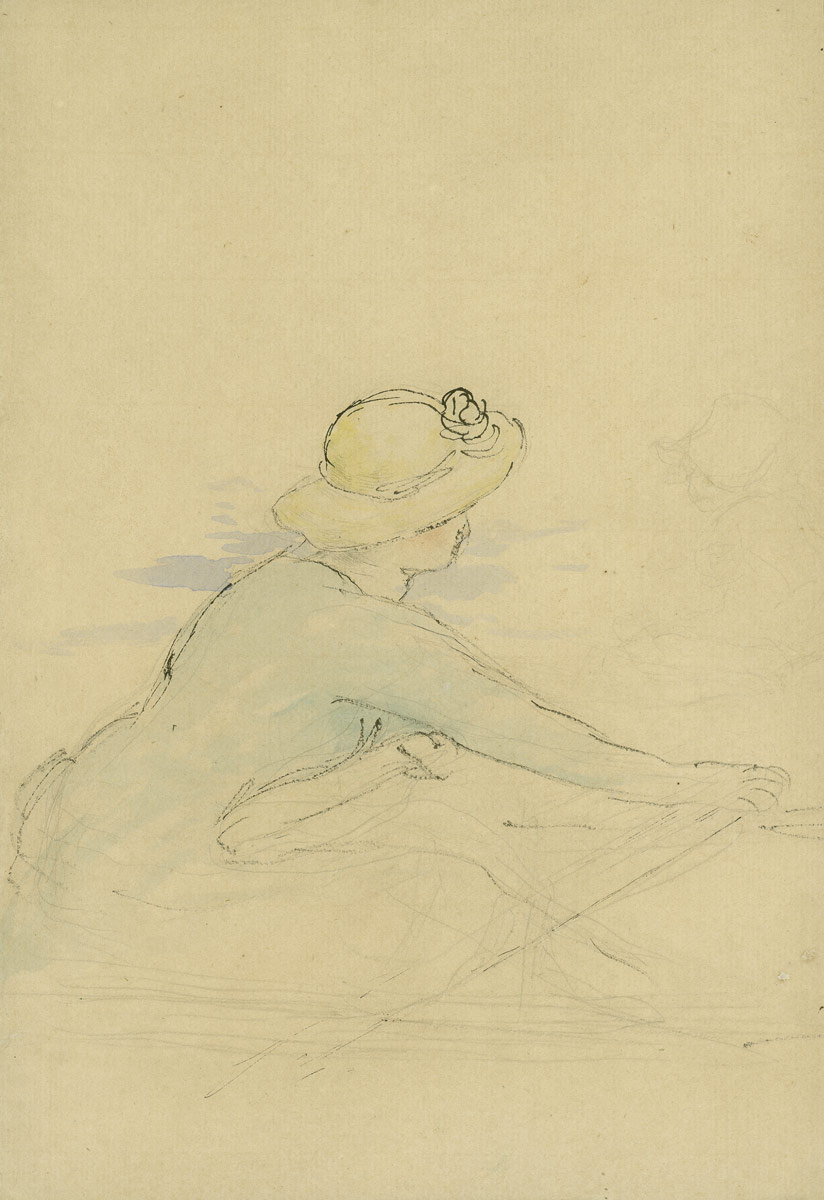
دختری در قایق پارویی، مداد، جوهر و آبرنگ، پیر اوت رنوار، دهه ۱۸۷۰
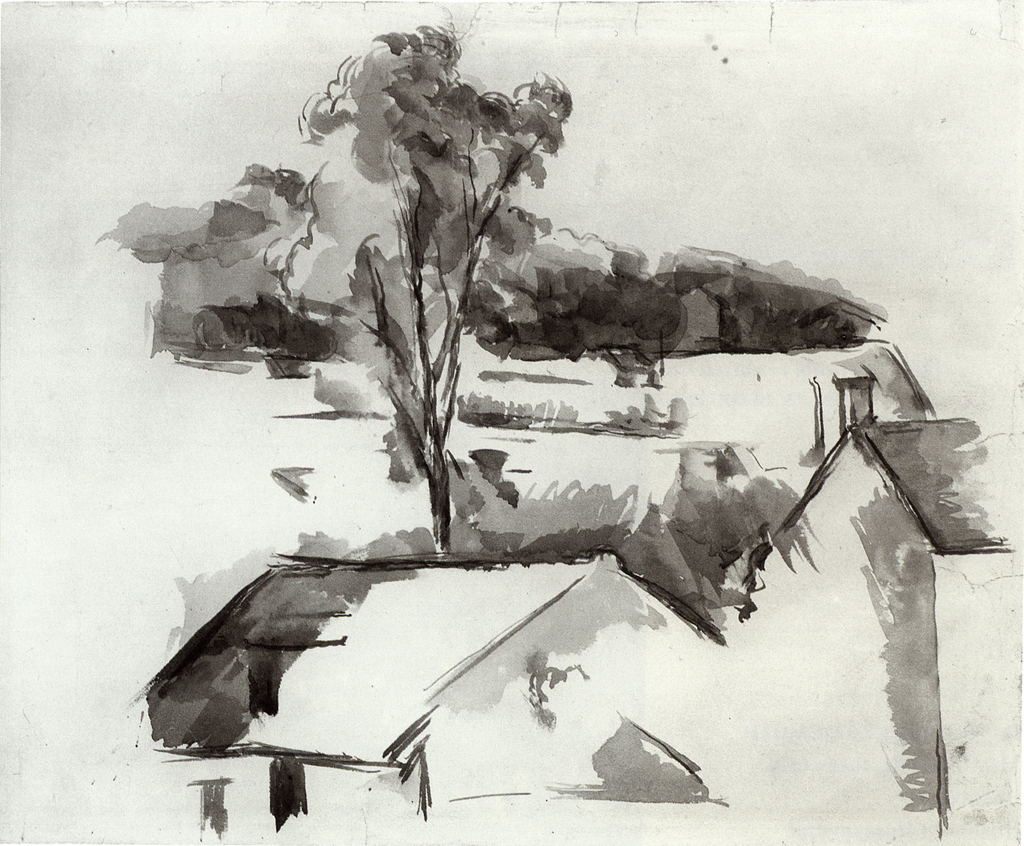
طرح منظره با قلم مو و جوهر، پل سزان ، (۱۸۸۸–۹۰)
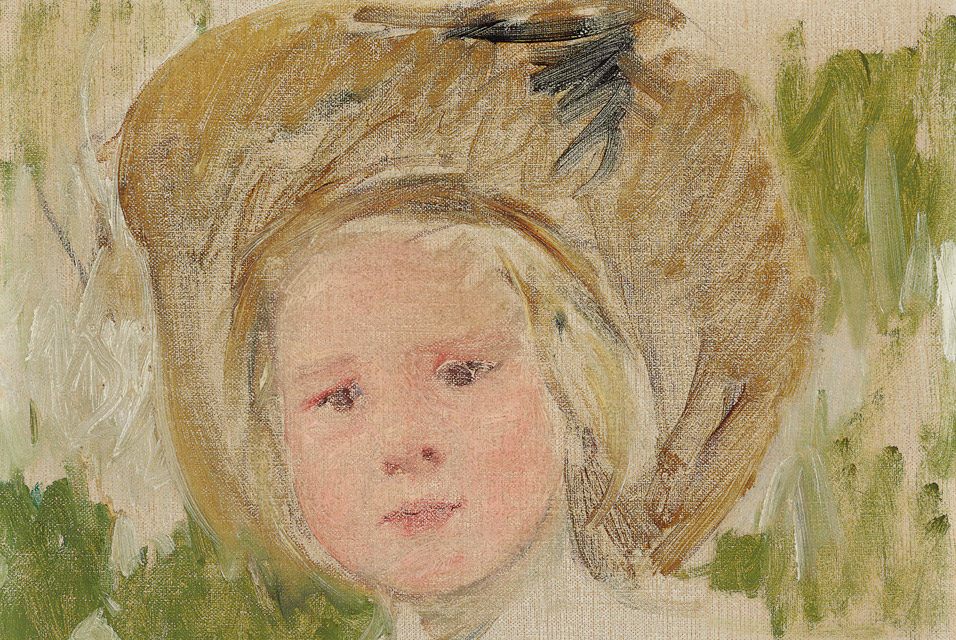
طرح رنگ روغن کودک با کلاه، مری کسات،  ۱۹۱۰
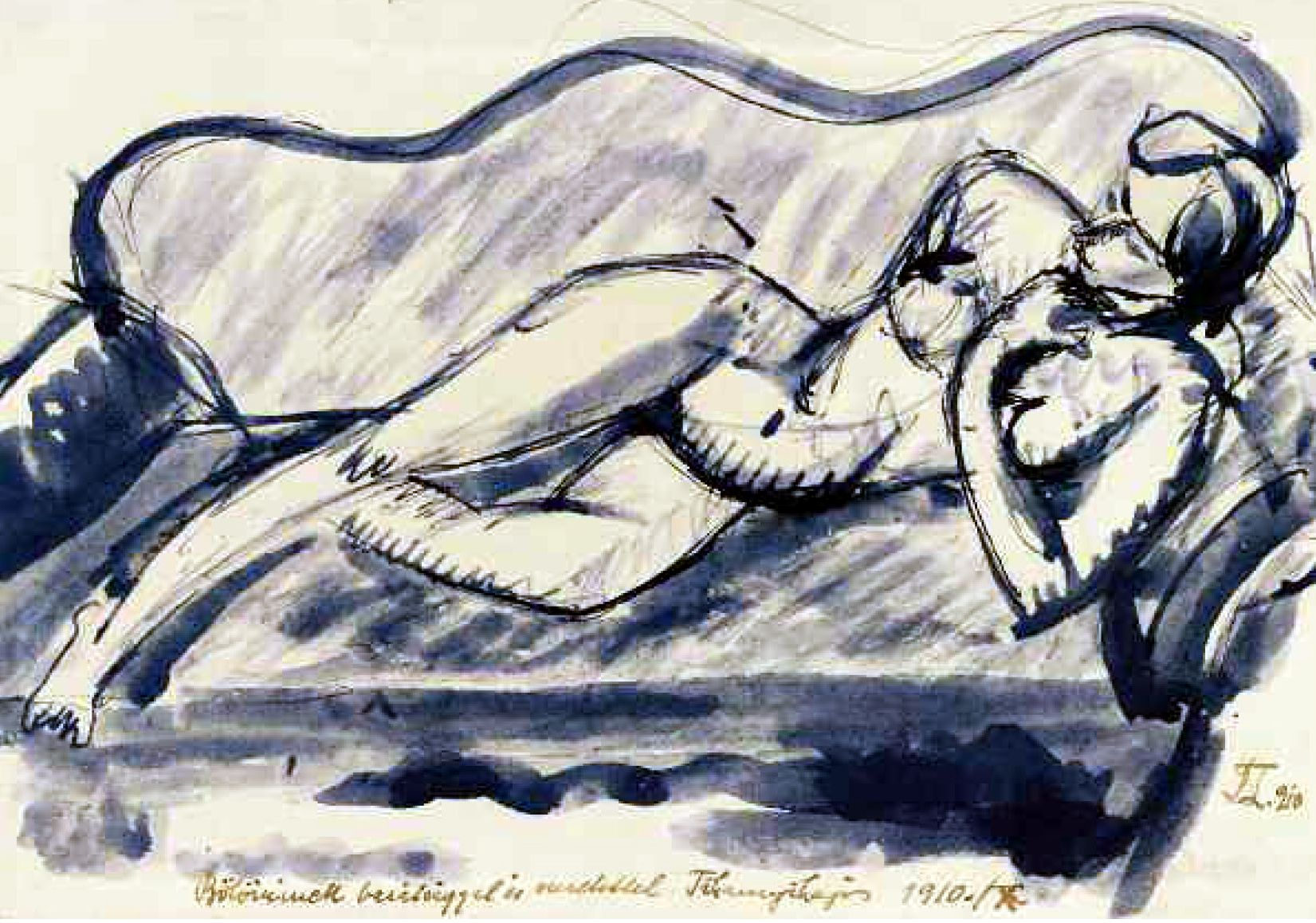
طرح یک برهنه در تخت خواب قلم مو و جوهر، لاجوس تیهانی ، ۱۹۱۰
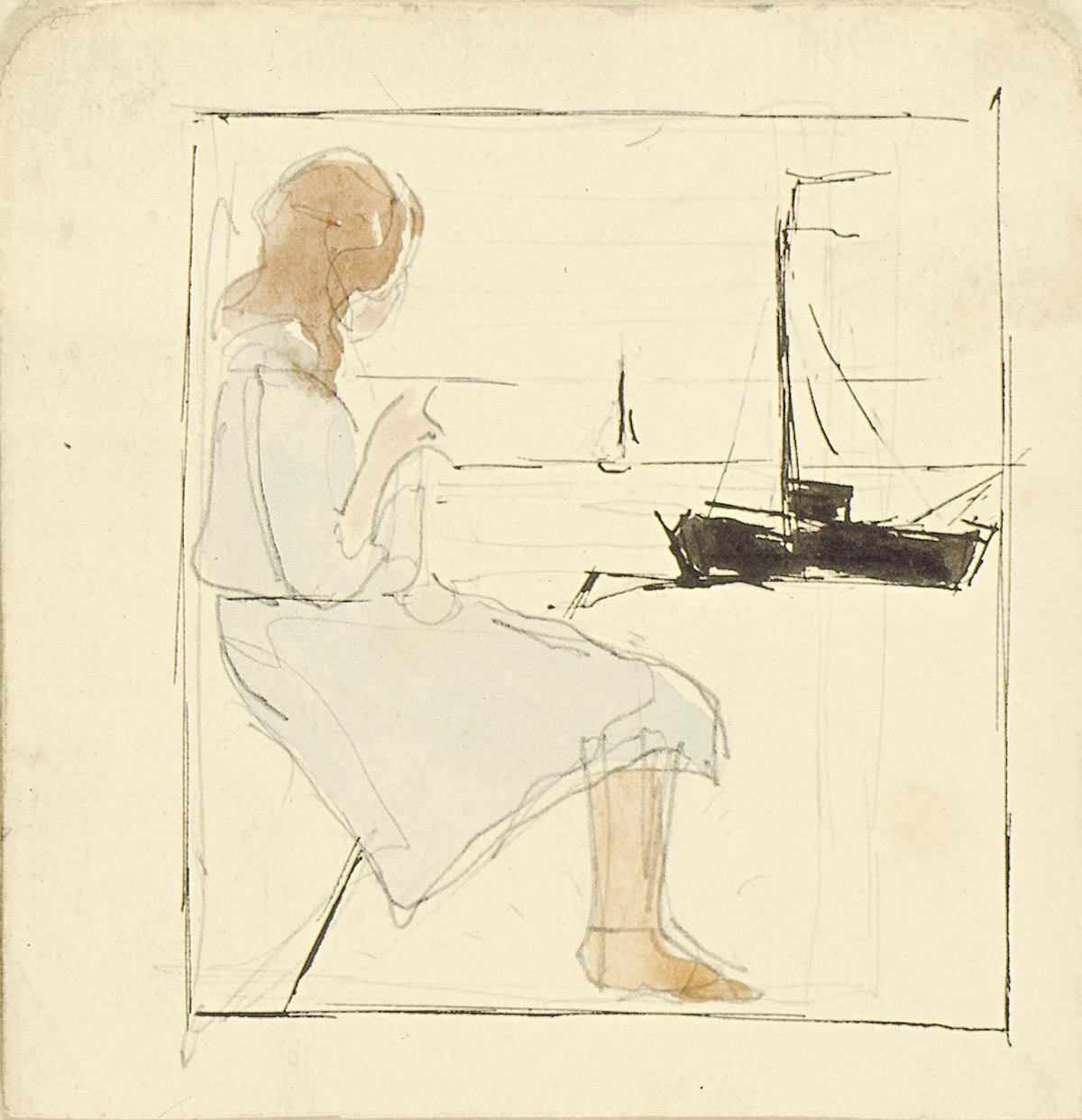
دختر در حال بافتنی کنار دریا ، مداد و آبرنگ توسط تئو ون دوسبورگ ، ۱۹۱۸
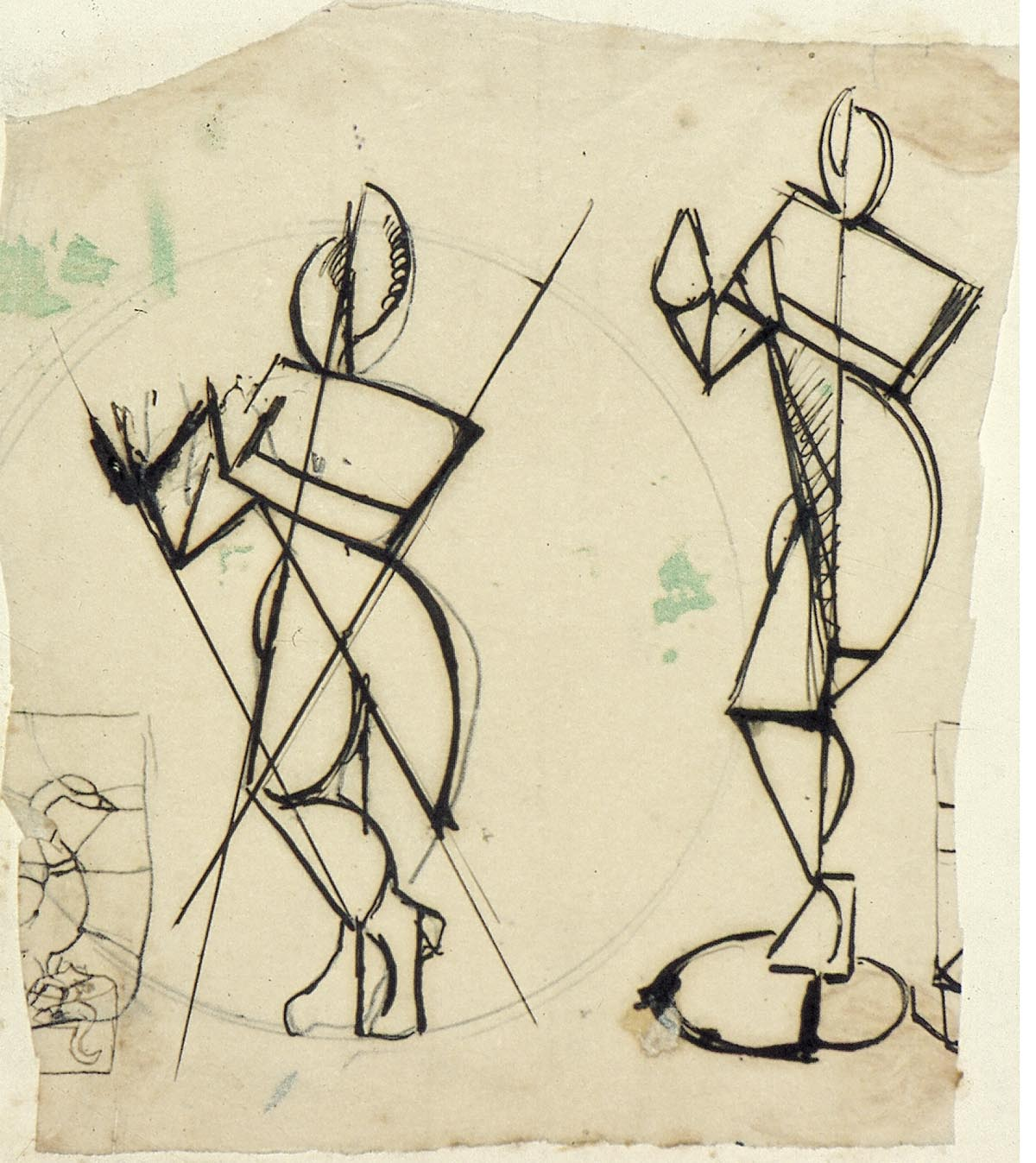
دو طرح با جوهر کریشنا با نواختن فلوت ، ون دوسبورگ ، اوایل قرن ۲۰
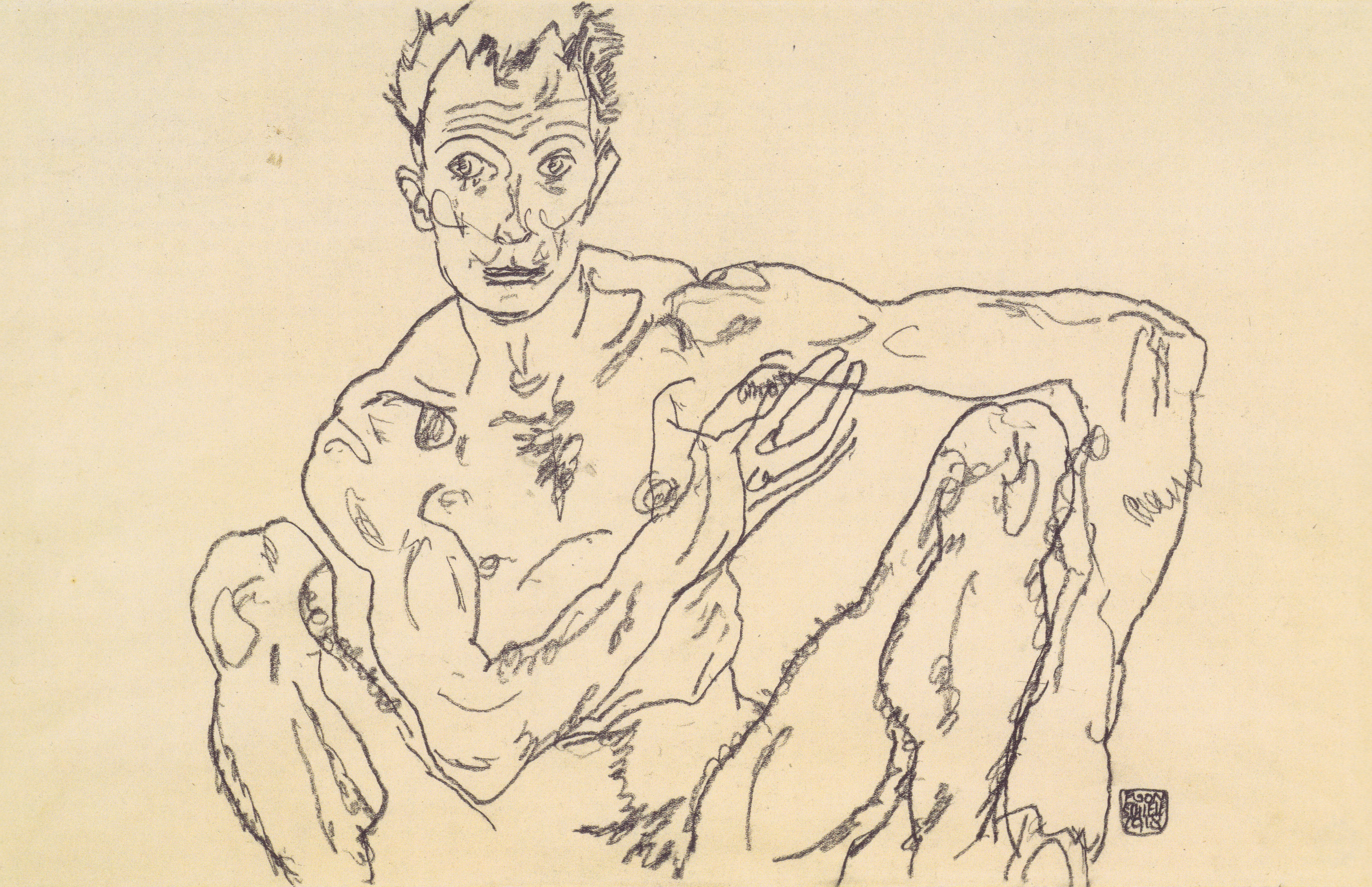
طرح یک برهنه مرد با مداد سیاه ، اگون اسچیل ، ۱۹۱۸
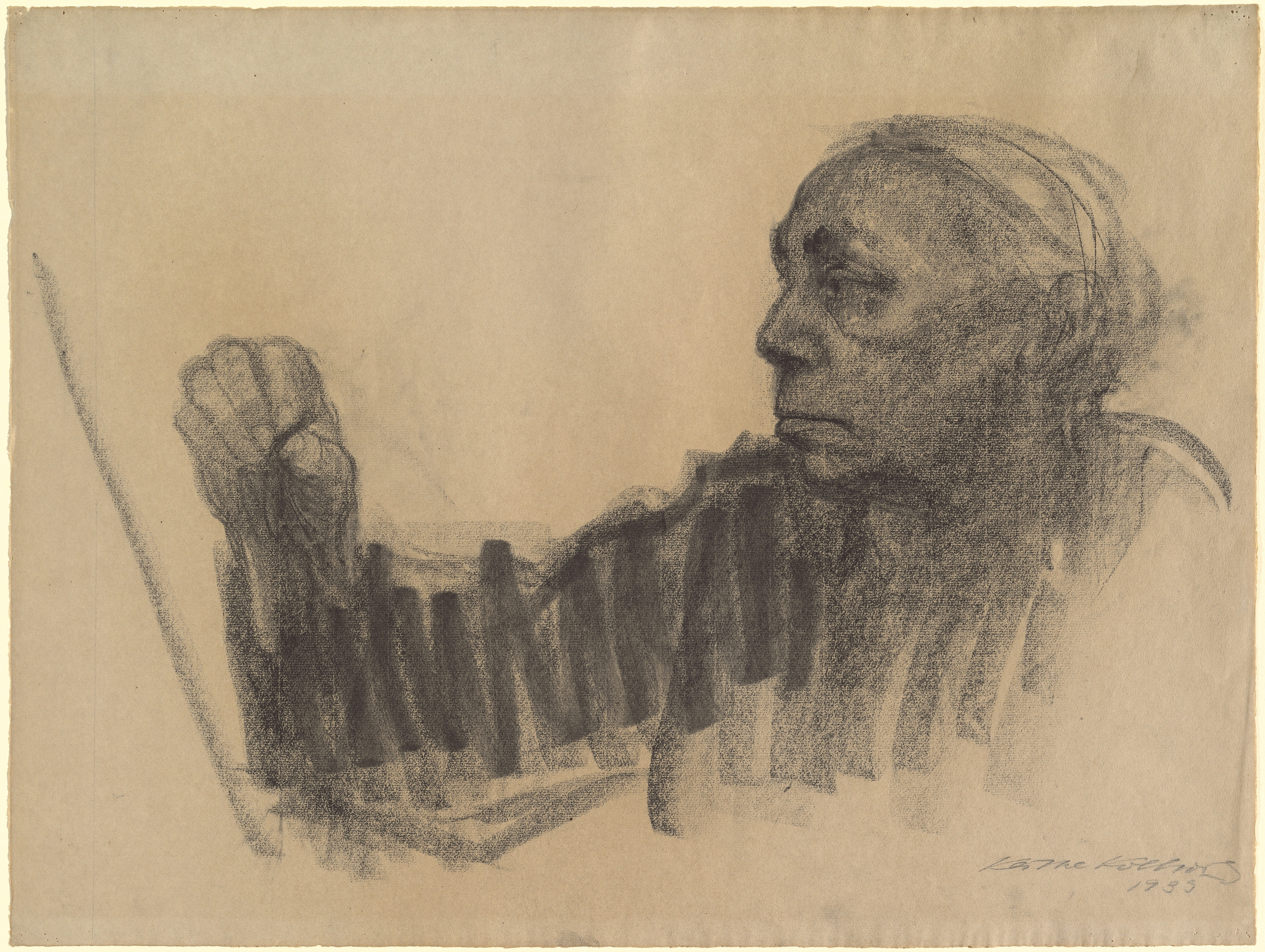
هر کلاژ "خود پرتره" ، زغال روی کاغذ قهوه‌ای ۱۹۳۳
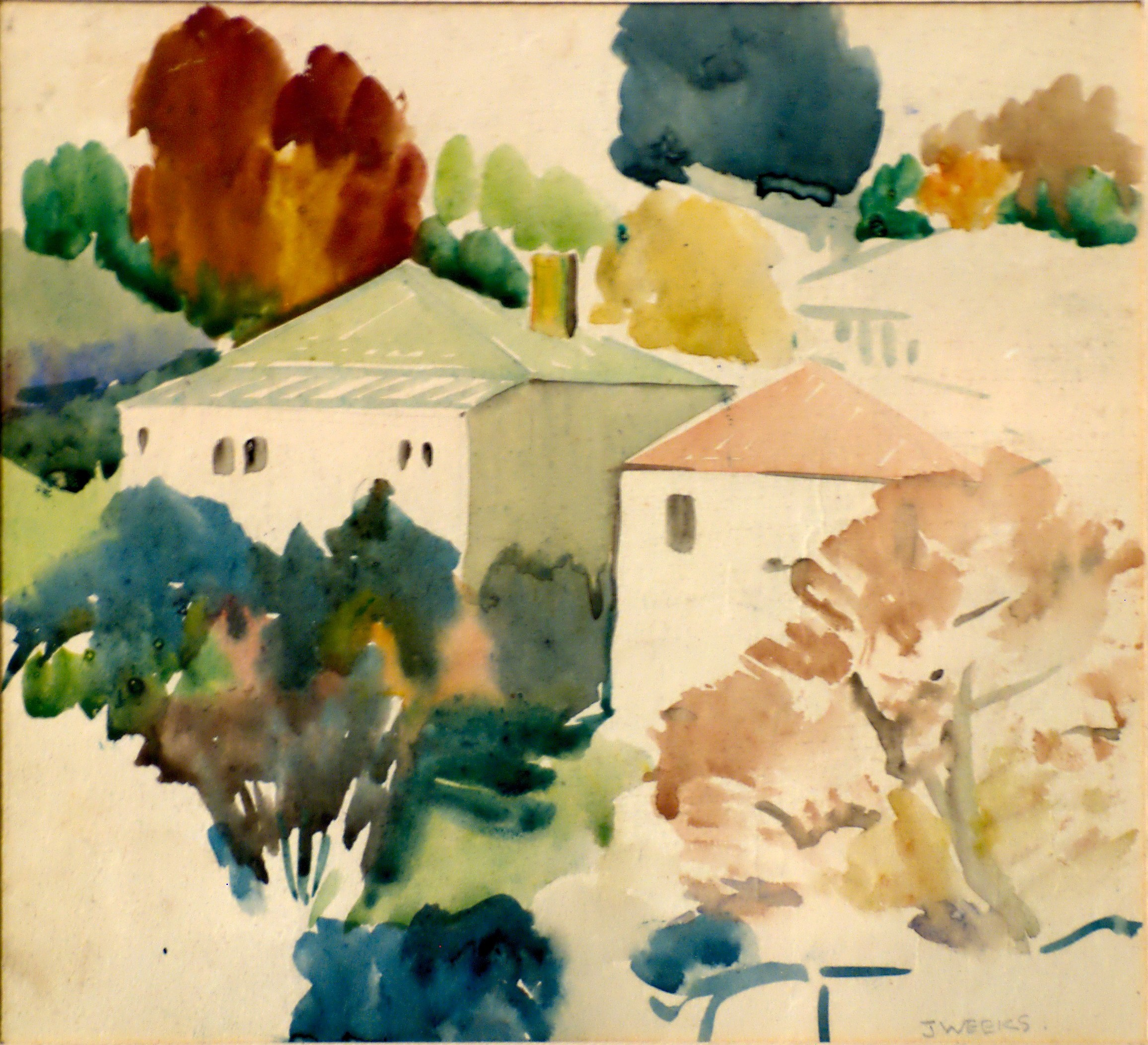
طرح منظره آبرنگ ، جان ویکز ، ۱۹۵۰
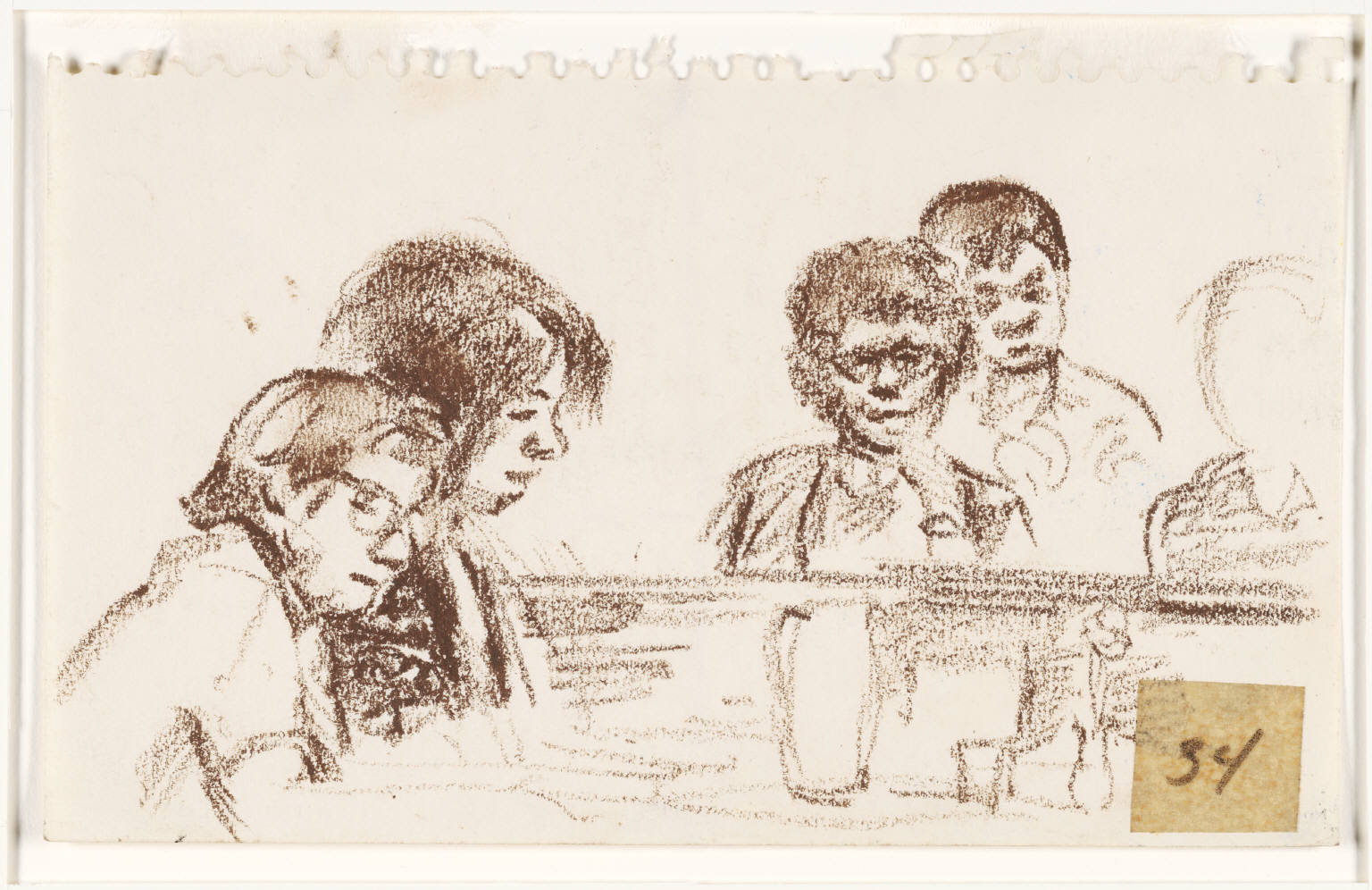
طرح دادگاه از دادگاه‌های پلنگ سیاه نیوهاون ، رابرت تمپلتون ، ۱۹۷۱